# Trichobius keenani
Trichobius keenani är en tvåvingeart som beskrevs av Wenzel 1966. Trichobius keenani ingår i släktet Trichobius och familjen lusflugor. Inga underarter finns listade i Catalogue of Life.